# Маргарита Датская (королева Шотландии)
Маргарита Датская (дат. Margrete af Danmark; 23 июня 1456 — 14 июля 1486) — королева Шотландии, жена короля Якова III.

## Биография
Маргарита была единственной дочерью Кристиана I, короля Дании, Швеции и Норвегии, и Доротеи Гогенцоллерн. В июле 1469 года Маргарита вышла замуж за шотландского короля Якова III.
По условиям брачного договора между Шотландией и Данией, подписанного 8 сентября 1468 года, в качестве приданого за Маргариту Кристиан I отказывался от всех претензий к Шотландии по невыплаченным по Пертскому договору 1266 года выкупным платежам за Гебридские острова и обещал уплатить шотландскому королю дополнительно 60 000 рейнских флоринов. В залог уплаты приданого Кристиан I передал Шотландии Оркнейские и Шетландские острова, принадлежавшие до того времени норвежской короне. Поскольку приданое так никогда и не было выплачено, острова перешли в собственность короля Якова III и таким образом были присоединены к Шотландии.
В отличие от своих предшественниц, Маргарита не играла сколько-нибудь важной роли в политике страны. Больше всего её занимали драгоценности и наряды, на приобретение которых уходила значительная часть бюджета страны. Доходы от её земель в Шотландии собирались королевскими чиновниками. Считается, что королева отличалась набожностью, что дало повод Якову III после её смерти предпринять попытку её канонизации, которая, впрочем, не увенчалась успехом.
Во время Лодерского мятежа 1482 года королева использовала своё влияние для освобождения короля из-под ареста восставшими баронами в Эдинбургском замке. Маргарита Датская скончалась 14 июля 1486 года в Стерлинге.

## Дети
От брака с Яковом III родилось трое детей:
- Яков IV (17 марта 1473 — 9 сентября 1513)
- Джеймс Стюарт, герцог Росс (март 1476 — январь 1504)
- Джон Стюарт, граф Мар (декабрь 1479—1503).